# Parafarmacia

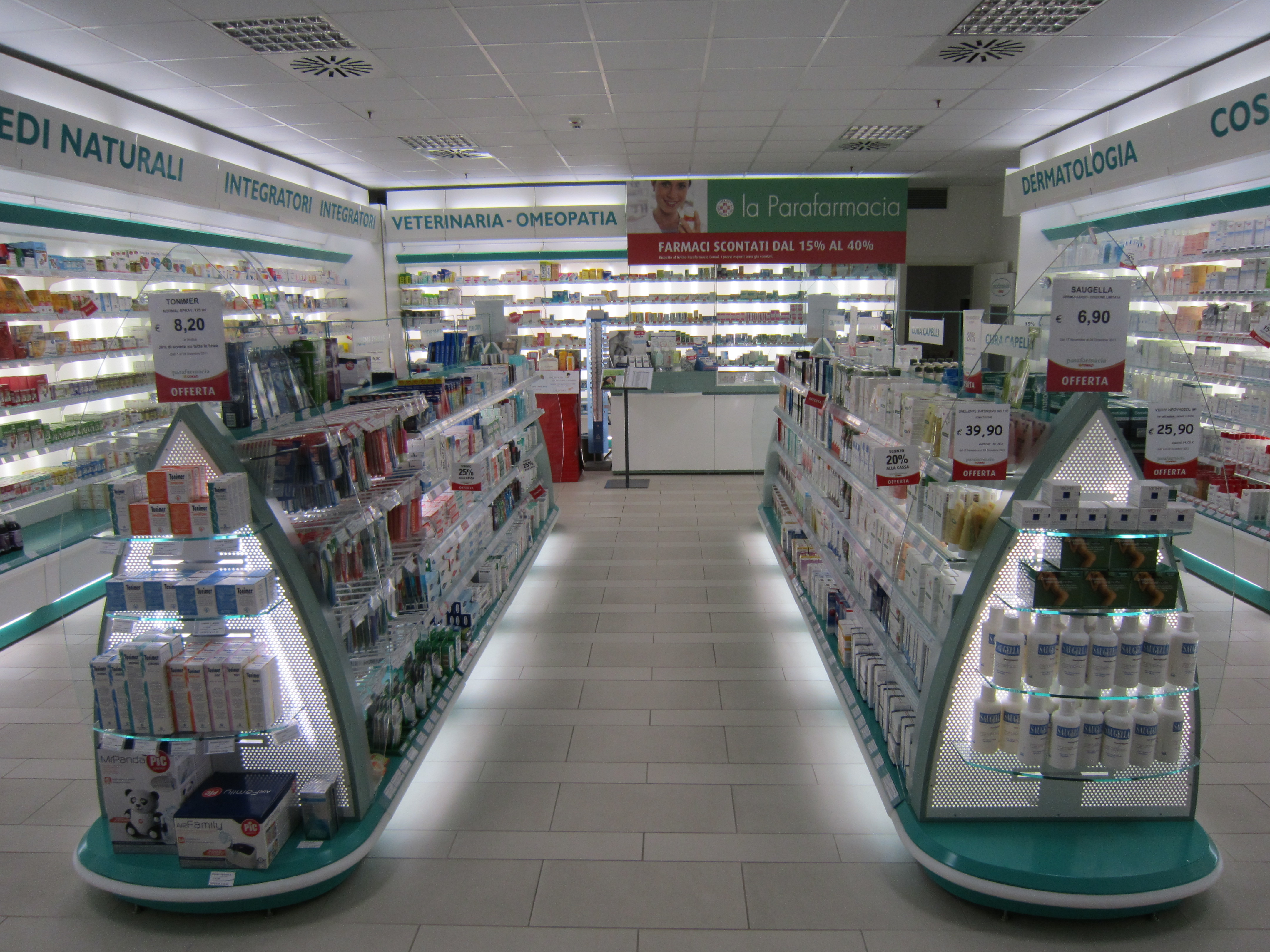
Interno di una parafarmacia

Con il termine parafarmacia si intende un'attività commerciale, presso la quale è possibile acquistare parafarmaci e prodotti farmaceutici, comunemente chiamati SOP (Senza Obbligo di Prescrizione ovvero farmaci acquistabili senza esibizione di prescrizione) e OTC (Over the Counter ovvero farmaco da banco), per i quali non esiste l'obbligo di presentare apposita prescrizione medica.

## Caratteristiche
Le parafarmacie possono essere di proprietà di qualsiasi soggetto ma la legge italiana prevede l'obbligo di presenza di un farmacista iscritto all'albo in tutti i casi vi sia vendita di medicinali.
I prodotti venduti presso tali strutture sono farmaci acquistabili senza esibizione di prescrizione (o SOP, Senza Obbligo di Prescrizione), oltre ai cosiddetti farmaci da banco (anche noti come OTC, dall'inglese Over the Counter, letteralmente "sopra il banco"); in aggiunta a essi è possibile trovare presso le parafarmacie altri prodotti come ad esempio: integratori alimentari, prodotti erboristici ovvero fitoterapici, prodotti omeopatici, farmaci veterinari (sia con obbligo sia senza obbligo di prescrizione), prodotti cosmetici, articoli sanitari, alimentazione, prodotti per l'infanzia e per l'igiene.

## In Italia
Le attività anche di tipo commerciale (comprendenti le parafarmacie) a partire dal 2006, ai sensi del decreto Bersani-Visco possono vendere farmaci da banco, purché sia presente all'interno un farmacista iscritto all'ordine professionale.
Il decreto "salva Italia" (decreto-legge 6 dicembre 2011, n. 201 convertito in legge 22 dicembre 2011, n. 214) deliberato dal governo Monti, prevedeva, in tema di liberalizzazioni, di estendere la vendita di medicinali inclusi nella "Fascia C" (farmaci con obbligo di ricetta bianca) anche alle parafarmacie, vista comunque la presenza di almeno un farmacista. Tuttavia vari emendamenti, firmati da un partito che appoggiava il governo Monti, hanno bocciato questa possibilità, alla quale si era opposta anche Federfarma. Il Governo ha dato mandato all'AIFA di analizzare tutti i medicinali di fascia C (esclusi a priori ansiolitici, sonniferi, contraccettivi orali, ormoni, tranne la cosiddetta pillola del giorno a base di ulipristal acetato che è stata successivamente liberalizzata) e valutare quali di essi potessero essere "delistati", ovvero inseriti tra i farmaci senza obbligo di ricetta OTC/SOP. La suddetta lista, che fu pubblicata ad aprile 2012 sulla Gazzetta Ufficiale, è composta da una piccola porzione dell'intera Fascia C, e molti di questi farmaci sono a base di principi attivi il cui utilizzo nella terapia farmacologica è stato quasi abbandonato. 
La revisione della lista, che doveva essere periodica è gradualmente caduta in disuso.
Alle parafarmacie è stata data l'autorizzazione a vendere e a dispensare farmaci veterinari (esclusi quelli contenenti stupefacenti) e preparati officinali (ovvero preparati che non richiedono presentazione della ricetta medica). Si stima che nel 2006 in Italia vi erano circa 2 500 attività, di cui circa 300 corner farmaceutici nella grande distribuzione organizzata (GDO). Alla data del 13 gennaio 2015 le parafarmacie attive in Italia erano 5 329.